# 231 Est 31001 à 31040
Les 231 Est 31001 à 31040 sont des locomotives à vapeur de type Pacific, construites pour la Compagnie des chemins de fer de l'Est et commandées par le ministère des Travaux Publics.

## Genèse
Après essais de la 3569 de la Compagnie du chemin de fer de Paris à Orléans en 1914 la Compagnie des chemins de fer de l'Est émet le désir d'acquérir des Pacific pour la traction des trains de voyageurs lourds du fait que les 230 Est 3103 à 3280 (futures : 1-230 J entre 108 et 219 ) arrivent à leurs limites. Par suite des évènements, il faudra attendre la sortie de la Première Guerre mondiale pour que la commande soit passée. Ce fut le gouvernement qui décida par l'intermédiaire du ministère des Travaux Publics de faire construire ces locomotives issues de série existantes pour renflouer le parc malmené.
Ces machines seront identiques à la série des locomotives 231 État 231-501 à 783 (futures : 3-231 C 501 à 783) construites pour l'Administration des chemins de fer de l'État.
La construction de ces locomotives est assurée en 1921 par la Société franco-belge de Raismes pour les 31001 à 31020 et en 1923 par la société Batignolles-Châtillon de Nantes pour les 31021 à 31040.
Elles formeront la Série 11s numéro : 31001 à 31041 avant de devenir les 231.001 à 231.041 pour les locomotives transformées au fur et à mesure.

## Description
Ces Pacific découlaient des 231 État 231-501 à 783 (futures : 3-231 C 501 à 783 ) qui dérivaient, elles-mêmes, des 231 PO 3501 à 3589.
Elles disposaient d'un moteur compound à quatre cylindres décroisés de type « Du Bousquet De Glehn » avec les cylindres HP extérieurs et les cylindres BP intérieurs. Le foyer était de type « Crampton » à ciel plat et l'échappement de type « Nord » à cône. La distribution était du type « Walschaerts ». Le bogie était à longerons intérieurs de type « Ouest » et avait un déplacement latéral de + ou - ?? mm et il était freiné. Le bissel était aussi de type « Ouest » et avait un déplacement latéral de + ou - ?? mm. Toute la série a bénéficié du pare-brise de type « Pottier » qui consistait en un système de tôles, créant un courant d'air, en remplacement de la vitre côté mécanicien; efficace contre la poussière mais pas contre la pluie!
De 1932 à 1937 il fut procédé à des améliorations par les ateliers de la Compagnie situés à Épernay à la suite des travaux de M André Chapelon:
- Élévation du timbre de 16 kg/cm2 à 17 kg/cm2
- Remplacement de l'échappement par un à trèfle à 6 jets de type « Bourges »
- Remplacement du surchauffeur de type Schmidt par un de type « DM 3 » ou de type « Houlet »
- Augmentation des sections des circuits de vapeur
- Montage d'un réchauffeur de type « ACFI » sur les 231 B 10, 27 et 29
- Pose d'un injecteur de type « Metcalfe » sur 8 machines
- Montage d'un réchauffeur de type « Worthington » sur toutes les autres machines
- Remplacement des tiroirs plans d'admission aux cylindres BP par des tiroirs cylindriques
- Pose de grands écrans pare-fumée de type « Est »
- Et enfin pose d'une distribution de type « Dabeg » par cames oscillantes sur les cylindres BP des locomotives 31007 à 31029.

## Utilisation et services
Dès leur venue ces locomotives furent affectées aux dépôts de vitesse de la Compagnie : Paris la Villette, Chaumont, Châlons-sur-Marne, Reims, Nancy, et Troyes. Elles firent montre de bonnes performances et les transformations apportées ne firent qu'augmenter les performances malgré le fait que ces transformations se révélèrent les moins poussées que subirent ces locomotives par rapport aux autres Compagnies.
En 1938, lors de la création de la SNCF, elles furent réimmatriculées : 1-231 B 1 à 40.
Au sortir de la Seconde Guerre mondiale, les locomotives se retrouvèrent dans les dépôts de Belfort, Reims, Nancy et Mohon moins la 1-231 B 7 qui fut démolie en 1945. Dans ces dépôts elles assuraient toujours des trains de vitesse en incluant les trains de messagerie.
À partir de 1957, la série commença à s'effacer devant la venue des Pacific PLM, à savoir les 231 G entre 2 et 285 et les 231 K entre 2 et 86. Ces locomotives plus puissantes et de meilleures libertés d'allure condamnèrent très rapidement les 1-231 B 1 à 40 si bien que la dernière unité fut la 1-231 B 31 radiée au dépôt de Reims, le 11 mars 1959.

## Tenders
Ces locomotives furent livrées avec des tenders de type « État » contenant 22 m3 d'eau et 8 t de charbon. Mais très rapidement, et avant les transformations, les locomotives furent équipées de la plate-forme de type « Mestre » et de l'attelage de type « TI (tender interchangeable) » pour pouvoir accoupler des tenders de type 25 m3, 32 m3 ou 35 m3 à bogies. On trouve ainsi accouplés les tenders des types :
- des tenders à bogies contenant 26,6 m3 d'eau et 7 t de charbon immatriculés 25041 à 25094 puis 1-25 C 41 à 94
- des tenders toujours à bogies mais contenant 32 m3 d'eau et 10 t de charbon immatriculés 32001 à 32025 puis 1-32 A 1 à 25
- des tenders toujours à bogies mais avec la même contenance que les 1-32 A 1 à 25 mais différents immatriculés 32026 à 32050 puis 1-32 B 26 à 50
- et enfin des tenders toujours à bogies et analogues aux 32 B, du moins par le châssis, contenant 35 m3 d'eau et 7 t de charbon immatriculés 35001 à 35082 puis 1-35 A 1 à 82

Les tenders d'origine furent modifiés de façon à emporter 25,4 m3 d'eau et 10 t de charbon et être équipés de l'attelage de type « TI (tender interchangeable) ». Ils furent immatriculés 25001 à 25040 puis 1-25 A 1 à 40 et attelés pour un temps à la 241 Est 41001 et à la 230 Est 3230 avant d'être finalement attelés à la série des 150 Est 150001 à 150195.

## Caractéristiques
- Pression de la chaudière : 16 kg/cm2 puis 17 kg/cm2
- Surface de grille : 4,27 m2
- Surface de chauffe : de 196,8 m2 à 213,5 m2
- Surface de surchauffe : de 54 m2 à 80 m2 selon le type
- Diamètre et course des cylindres HP : 420 mm × 650 mm
- Diamètre et course des cylindres BP : 640 mm × 650 mm
- Diamètre des roues du bogie : 970 mm
- Diamètre des roues motrices : 1 950 mm
- Diamètre des roues du bissel : 1 240 mm
- Masse à vide : de 88 t à 93 t
- Masse en ordre de marche : de 97 t à 101 t
- Masse adhérente : de 55 t à 58 t
- Longueur hors tout : 13,665 m
- Masse du tender en ordre de marche : sera mis plus tard
- Masse totale : sera mis plus tard
- Longueur totale : 23,915 m
- Vitesse maxi en service : 120 km/h